# سنت-آن-دو-سابرووآ، کبک
سَنت-آن-دو-سابروُوآ (به فرانسوی: Sainte-Anne-de-Sabrevois) قصبه‌ای در منطقه شهری لو او-ریشولیو ناحیه مونترژی در استان کبک کانادا است. در سرشماری سال ۲۰۱۱ این قصبه ۱٬۹۶۴ نفر جمعیت داشته‌است و مساحت آن ۴۵٫۲۴ کیلومتر مربع است.